# Cantón Quijos
Cantón Quijos är en kanton i Ecuador.   Den ligger i provinsen Napo, i den centrala delen av landet, 50 km sydost om huvudstaden Quito. Antalet invånare är 6 224. Arean är 1 557 kvadratkilometer.
Terrängen i Cantón Quijos är huvudsakligen bergig, men åt sydväst är den kuperad.